# 緒川たまき
緒川 たまき（おがわ たまき、1971年2月11日 - ）は、日本の女優、ナレーターである。
山口県徳山市（現・周南市）生まれ、広島県出身。ラウダ所属。身長169cm、B84cm、W58cm、H88cm（1993年3月）。血液型B型。夫は劇作家・演出家のケラリーノ・サンドロヴィッチ。

## 経歴

### 生い立ち
両親は島根県松江市の出身。山口県徳山市（現在の周南市）で生まれ、父の仕事の都合により各地を転々。1歳半で松江に戻り、幼稚園年中の時、東京都に引っ越す。小学校高学年の時、広島県に引っ越し、以降は高校卒業まで広島で育った。広島県立松永高等学校、東京医療専門学校中退。
高校生時代、同級生に、「涼しそうな顔をしている」と言われたことが、女優になろうと思ったきっかけであるという。

### 芸能活動
本名の「佐川典子」や「杉井麻里子」の芸名でのレースクイーンやモデルの活動を経て、1993年に女優としてデビュー。
2005年1月よりフジテレビのバラエティ番組『トリビアの泉』内のコーナー「ガセビアの沼」にて「ウソつき」と喋りかける役でレギュラー出演していた。

### 私生活
2009年3月6日、37歳でケラリーノ・サンドロヴィッチと結婚。

## 人物
家族構成は父、母、一つ違いの兄。松江市には祖母が住んでいる。
芸名の「たまき」は竹久夢二の妻の名から（実際は竹久夢二の小説に、自身と似て手足が大きめであったといわれる「たまき」という女性が登場することから）。趣味の幅は広く、読書では安部公房、三島由紀夫、谷崎潤一郎、夏目漱石などの純文学を好み、またカメラでは自らの撮影による旅行記を発表し、雑誌のコラム連載などでも活躍する。他に、ウクレレファンとして『ウクレレ・ラヴ』という本で紹介されている。

## 出演

### 映画
- ナチュラル・ウーマン（1994年） - 諸凪花世 役
- プ（1995年） - ヒロミ 役
- 静かな生活（1995年） - 天気予報のお姉さん 役
- SF サムライ・フィクション（1998年） - 溝口小春 役
- ジュブナイル（2000年） - 木下岬 役
- Stero Future（2000年） - 桃崎薫 役
- ピカレスク -人間失格-（2002年） - 大田静 役
- ホ・ギ・ラ・ラ Hogi-Lala（2002年） - キララ 役
- 乱歩地獄（2005年） - 木下芙蓉 役
- 楳図かずお恐怖劇場 蟲たちの家（2005年） - 御厨留以子 役
- ユメ十夜 第九夜（2007年） - 母 役
- 観察 永遠に君を見つめて（2007年） - 主演・名取弥生 役
- 陰日向に咲く（2008年、東宝） - ジュピター 役
- へんりっく 寺山修司の弟（2009年）
- 紙風船（2011年） - 妻 役
- ラビット・ホラー3D （2011年） - キリコの母 役
- きいろいゾウ（2013年） - 緑 役
- 進撃の巨人 ATTACK ON TITAN エンド オブ ザ ワールド（2015年） - カルラ 役
- 禅と骨（2017年） - 貴婦人 役
- 春待つ僕ら（2018年） - 神山ユーコ 役
- グッドバイ〜嘘からはじまる人生喜劇〜（2019年） - 青木保子 役
- クモとサルの家族（2023年3月18日）[12]

### テレビドラマ
- あの日に帰りたい（1993年、フジテレビ） - 坂口由香里 役
- 都合のいい女（1993年、フジテレビ） - 南陽子 役
- ドラマ新銀河 赤ちゃんが来た（1994年、NHK総合）
- 文學ト云フ事 第6回『蓼食う虫』・第10回『箱男』・第12回『斜陽』・第17回『朝雲』（1994年、フジテレビ）
- 付き馬屋おえん事件帳 第3シリーズ 第1話（1995年、テレビ東京） - おはな 役
- ラブラブ・トンマ計画（1995年、テレビ新広島）
- かしこ（1995年、フジテレビ）
- 東京SEX 第7話『クィーン』（1995年、フジテレビ）
- 竜馬におまかせ!（1996年、日本テレビ） - 千葉さな 役
- 3番テーブルの客 第18話（1997年、フジテレビ） - 女 役
- ドラマ新銀河 木綿のハンカチ〜ライトウインズ物語（1997年、NHK総合） - 主演・鳥居海子役
- 立入禁止 STAFF ONLY 第1話『アンコール』（1997年、フジテレビ）
- タイフーンシェルター（1997年、フジテレビ）
- 小津安二郎生誕100年記念作品 娘の結婚（2003年、WOWOW） - 坂本綾 役
- 動物のお医者さん 第10話（2003年、テレビ朝日） - マリコ 役
- 大河ドラマ 武蔵 MUSASHI 第40回、第41回（2003年、NHK） - 高音 役
- 怪奇事件特捜チームS・R・I 嗤う火だるま男（2004年、BSフジ） - 片桐すず 役
- 時効警察 第3話（2006年、テレビ朝日） - 藤沢道子 役
- Tomorrow〜陽はまたのぼる〜（2008年、TBSテレビ） - 遠藤紗綾 役
- JIN-仁- 完結編 第4話（2011年、TBSテレビ） - 恵姫 役
- たぶらかし-代行女優業・マキ- 第6話（2012年、読売テレビ） - 佐藤伸子 役
- D×TOWN「心の音（ココノネ）」（2012年、テレビ東京） - 浅野 奈津子 役
- 野田ともうします。 シーズン3 第4話（2012年10月22日、NHK）
- 怪奇恋愛作戦（2015年、テレビ東京） - 華本冬 役
- 金曜プレミアムスペシャルドラマ 私という名の変奏曲（2015年10月2日、フジテレビ） - 池島理沙 役
- 連続ドラマW「メガバンク最終決戦」（2016年2月 - 3月、WOWOW） - 湯川環季 役
- 隠れ菊（2016年、NHK BSプレミアム） - 矢萩多衣 役[13]
- 深夜食堂 Tokyo Stories 第8話「長芋のソテー」（2016年、Netflix） - 富士子 役
- 朗読屋 （2017年、NHK BSプレミアム） - 早川 役
- 下北沢ダイハード「夜逃げする女」（2017年、テレビ東京） - 須田類 役
- 全力失踪（2017年、NHK BSプレミアム） - 磯山聖子 役
  - 大全力失踪（2019年、NHK BSプレミアム）
- 日曜ワイド「ハルさん〜花嫁の父は名探偵!?」（2017年12月3日、テレビ朝日） - 春日部瑠璃子 役
- 名作照明ドラマ「ハルカの光」（2021年、Eテレ） - 鈴川茜 役
- 東京の雪男 第4話（2023年2月25日、Eテレ） - 馬場楓 役[14]
- キャスター 第5話（2025年5月11日、TBS） - 竹野夕希子 役[15]

### テレビ番組
- よい国（1994年、フジテレビ）
- Weekend H・I・P - AXEL （1994年、テレビ朝日）
- 土曜ソリトン SIDE-B（1995年、NHK教育） - 高野寛とともに司会
- NG（THE NEXT GENERATION） （1996年、日本テレビ） - 井上順とともに司会
- 平成古寺巡礼（1996年、NHK BS2）
- 竜馬におまかせ！のここが間違っている （1996年、日本テレビ）
- 百人一首・恋の世界（1997年1月1日 - 3日、NHK総合）
- ギャラリーウォーキング（1997年、NHK BS2）
- アイデア対決ロボットコンテスト'97 東北大会（1997年12月9日、NHK総合）
- 新春 日本の叙情歌（1998年1月2日、NHK総合）- 案内 役
- 風景になった庭（1998年1月30日、NHK BS2）
- 歴史出会い旅「長崎・幕末カメラマンが愛した風景」（1998年7月11日、NHK総合）
- 体感生中継・これがナイアガラ瀑布だ（1998年9月12日、NHK BShi・NHK BS1）
- 体感中継・世界一の望遠鏡“すばる”で見る大宇宙（2002年1月3日、NHK BShi）
- やきもの探訪（1998年・2000年、NHK BS2）
- 「夜空のミステリー・しし座流星群～32年ぶりの天体ショーを航空機で追う」（1998年11月23日、NHK総合）
- 史上最強!これぞ夢の美術館 - 完全保存版・西洋名画ベスト100 -（1998年12月20日、NHK BS2）
- 特集・新アジア発見 1998子どもたちを見つめて（NHK総合、1998年12月25日）
- 「世界一の望遠鏡＂すばる＂で見る大宇宙」（NHK BShi・NHK BS1、1999年2月14日）
- 目指せ！未来の宇宙飛行士（NHK BShi、1999年2月16日）
- 生命おどる海 -柏島・秋- （NHK BShi、1999年3月22日）
- 新日曜美術館（NHK教育、1999年4月） - サブ司会
- 生きもの地球紀行（NHK総合、2000年）
- とびっきり京都 第53回「洋館に息づく和のこころ」（NHK BShi・NHK BS2・NHK総合、2000年7月2日）
- 奥の細道をゆく「山形・羽黒山」（NHK-BS2、2000年11月5日）
- BSデジタル放送 開局記念特別番組 ミレニアム中継・地中海（NHK BShi ほか、2000年12月1日 - 3日）
- 五七五紀行（NHK総合・教育、2000年12月 - 2003年3月）
- デジタル・スタジアム（NHK BS1、2001年 - 2003年）
- 未来への教室スペシャル2001（NHK教育、2001年11月18日）
- 世界・わが心の旅「タンザニア・風の吹く道中にて」（NHK BShi、2002年7月14日）
- 古代幻視紀行（NHK BS2、2002年8月19日 - 23日）
- ワールドドキュメンタリースペシャル「戦争の中の人間」（NHK BS1、2002年12月9日）
- 北陸の芸能「響く、平安の調べ」（NHK BS2、2002年12月13日）
- 名作をポケットに「三島由紀夫～仮面の告白」（NHK BS2、2002年12月19日）
- アマチュアビデオ特集 にっぽん2002 伝えたい思い（NHK総合、2002年12月28日）
- いつか私が№1「美の瞬間を彫る」（NHK総合、2002年12月28日）
- 課外授業ようこそ先輩「“かんたん短歌”はムズカシイ? 枡野浩一」（NHK総合、2003年6月22日）- ナレーション
- 生中継 光と音のフルコース!「秋田・大曲全国花火競技大会2003」（NHK BS2、2003年8月23日）
- BSフォーラム「美術館が街を変える」（NHK BS1、2004年2月9日）
- 熱中時間 忙中"趣味"あり（NHK BS2、2004年）
- ふるさと発ドキュメント「福を届け 福を待つ」（NHK BShi、2005年4月16日）- ナレーション
- ハイビジョンふるさと発「柔道じゃっど!～タイの少女と柔道家の九州行脚」（2005年9月16日、NHK総合）
- 真珠の小箱（毎日放送）
- アジアンスマイル（NHK総合・NHK BS1） - ナレーション
- シネマ紀行（衛星劇場） - リポーター
- トリビアの泉 〜素晴らしきムダ知識〜（2005年 - 2006年、フジテレビ） - 番組内のコーナー「ガセビアの沼」の最後で”ウソつき”と言う役
- 世紀を刻んだ歌「明日に架ける橋 ～賛美歌になった愛の歌」（2006年、NHK BS2） - 後にNHK総合「プレミアム10」枠で短縮版が放送された
- アフロディーテの羅針盤（2012年4月 - 、NHK BSプレミアム） - 佐田真由美とともに司会
- おはなしのくにクラシック 第2回「竹取物語」（2012年4月23日、NHK Eテレ）
- Moon Radio（安らぎの音楽と風景/エコミュージックTV）
- 東京ランドマーク図鑑（2012年、NHK） - MCアシスタント
- NHK高校講座 ロンリのちから（2014年4月15日 - 、NHK Eテレ）
- 歴史秘話ヒストリア（2015年8月26日、NHK） - 伊藤梅子 役
- 中原中也と“朗読屋”～ことばの源流を訪ねて （2017年、NHK BSプレミアム） - ナレーション
- ニッポン印象派「いのちの海」（2018年1月27日、NHK BSプレミアム） - 語り

### 舞台
- 広島に原爆を落とす日（1997年、つかこうへい原作）
- 三人姉妹（2001年、アントン・チェーホフ原作、岩松了翻訳・演出）
- ドラマコンサート「ミッシング・ピース〜あらかじめ失われた恋人たちよ」（2001年、市川右近演出、千住明音楽） - 朗読劇
- 川上弘美リーディングドラマ『恋のエチュード』（2003年、鐘下辰男演出） - 「溺レる」「春の虫」を朗読
- ワニを素手でつかまえる方法（2004年、岩松了作・演出）
- 上海異人娼館（2004年、寺山修司原作、宇野亜喜良芸術監督・台本、斉藤千雪・森崎偏陸演出）
- 荒神（2005年、中島かずき作、いのうえひでのり演出）
- ナイロン100℃ 30th SESSION「犬は鎖につなぐべからず 〜岸田國士一幕劇コレクション〜」（2007年、岸田國士原作、ケラリーノ・サンドロヴィッチ潤色・構成・演出）
- シェイクスピア・ソナタ（2007年、岩松了作・演出）
- どん底（2008年、マクシム・ゴーリキー原作、ケラリーノ・サンドロヴィッチ上演台本・演出）
- ドラマ・リーディング29「醜男（ぶおとこ）」（2008年、マリウス・フォン・マイエンブルク原作、ノゾエ征爾演出）
- しとやかな獣（2009年、新藤兼人原作、ケラリーノ・サンドロヴィッチ演出）
- エドワード・ボンドの「リア」（2009年、白井晃演出）
- ナイロン100℃ 35th SESSION「2番目、或いは3番目」（2010年、ケラリーノ・サンドロヴィッチ作・演出）
- 黴菌（2010年、ケラリーノ・サンドロヴィッチ演出）
- ナイロン100℃ 36th SESSION「黒い十人の女 〜version100℃〜」（2011年、ケラリーノ・サンドロヴィッチ演出）
- 赤色エレジー（2011年、天野天街脚本・構成・演出） - オフィスコットーネプロデュース
- 龍を撫でた男（2012年、福田恆存作、ケラリーノ・サンドロヴィッチ演出） - M&Oplaysプロデュース
- 祈りと怪物 ～ウィルヴィルの三姉妹～（KERAバージョン）（2012年、ケラリーノ・サンドロヴィッチ脚本・演出）
- 大西洋レストラン（2013年、湯澤幸一郎作・演出）
- SWANNY公演 ファスビンダーの「ゴミ、都市そして死」（2013年、千木良悠子演出）
- 天野天街 presents 歌と朗読「時計台の夜」（2014年）
- ナイロン100℃ 41st SESSION「パン屋文六の思案～続・岸田國士一幕劇コレクション」 （2014年、ケラリーノ・サンドロヴィッチ演出）
- 緒川たまき（朗読）＆クリス・デフォート（ピアノ）（2014年、武蔵野スイングホール） - 夏目漱石「夢十夜」から1、3、7、9、10夜を朗読
- 夕空はれて ～よくかきくうきゃく～（2014年、別役実原作、ケラリーノ・サンドロヴィッチ潤色・演出） - 青山円形劇場プロデュース
- 狂人なおもて往生をとぐ ～ 昔、僕達は愛した ～（2015年、Roots vol.2 清水邦夫作、熊林弘高演出） - 東京文化発信プロジェクト事業
- SWANNY ファスビンダー二本立て公演 『ゴミ、都市そして死』『猫の首に血』（2015年、千木良悠子演出）『ゴミ、都市そして死』に出演
- KERA・MAP #006『グッドバイ』（2015年、ケラリーノ・サンドロヴィッチ脚本・演出）
- 世田谷パブリックシアター＋KERA・MAP #007『キネマと恋人』(2016年、ケラリーノ・サンドロヴィッチ脚本・演出）
- シアターコクーン・オンレパートリー2017＋キューブ20th,2017 陥没 (2017年、ケラリーノ・サンドロヴィッチ脚本・演出）
- KERA・MAP #008『修道女たち』（2018年、ケラリーノ・サンドロヴィッチ脚本・演出）
- 世田谷パブリックシアター＋KERA・MAP #009『キネマと恋人』(2019年、ケラリーノ・サンドロヴィッチ脚本・演出）
- ドクター・ホフマンのサナトリウム 〜カフカ第4の長編〜（2019年、ケラリーノ・サンドロヴィッチ脚本・演出）- KAAT神奈川芸術劇場プロデュース
- ケムリ研究室 no.1 「ベイジルタウンの女神」（2020年、ケラリーノ・サンドロヴィッチ脚本・演出）- 主演 マーガレット・ロイド役
- パンドラの鐘（2021年、作・野田秀樹　演出・熊林弘高）
- ケムリ研究室 no.2 「砂の女」（2021年、ケラリーノ・サンドロヴィッチ脚本・演出）- 主演 女役
- 世界は笑う（2022年、ケラリーノ・サンドロヴィッチ脚本・演出）[16]
- KERA・MAP #010『しびれ雲』（2022年、ケラリーノ・サンドロヴィッチ脚本・演出）
- ケムリ研究室 no.3 「眠くなっちゃった」（2023年、ケラリーノ・サンドロヴィッチ脚本・演出）- 主演 ノーマ役
- 木ノ下歌舞伎『三人吉三廓初買』（2024年、杉原邦生演出） - おしづ / 紫式部 / 女中 役[17]
- シス・カンパニー公演 KERA meets CHEKHOV Vol.4/4「桜の園」（2024年 - 2025年、ケラリーノ・サンドロヴィッチ脚本・演出）[18]
- ケムリ研究室 no.4『ベイジルタウンの女神』（2025年、ケラリーノ・サンドロヴィッチ脚本・演出） - 主演 マーガレット・ロイド役 役[19]
  - 体調不良のため、初日の5月6日と7日の公演が中止となった[20]。
- 最後のドン・キホーテ THE LAST REMAKE of Don Quixote（2025年公演予定、ケラリーノ・サンドロヴィッチ脚本・演出）[21]

### コンサート
- 時々自動コンサートvol.7『耳時々眼』（2009年5月） - ゲスト出演
- 時々自動スペシャルコンサート『ほとんど全部今井さん』（2013年3月） - ゲスト出演

### ラジオ
- 松本隆の音楽図鑑2000（NHK-FM、2000年1月1日 - 8日）
- ミッドナイト・ポップライブラリー（NHK-FM、2001年6月19日 - 23日）
- ラジオ京都物語（2005年10月 - 2006年3月、ニッポン放送・KBS京都ラジオ） - 案内役
- きょうも元気でわくわくラジオ 私の本棚（2006年 ‐ NHKラジオ第1） - 森下典子著『いとしいたべもの』朗読
- NHKマイあさラジオ 緒川たまきのシネマ指定席（2017年 ‐ NHKラジオ第1）

### CM
- メルシャン あんずのお酒
- NTT キャッチホン
- 三菱鉛筆 シャープ替芯「私タコなのにね」
- 資生堂 ピエヌ
- 資生堂 アネッサ
- 明星食品 GOLDEN NOODLE
- カゴメ 野菜生活
- マックスファクター SK-II
- ファンケル フェナティ
- EMIミュージック・ジャパン Best Songs 〜We Love 80's〜（2007年9月）
- 村田製作所 中を見よ♡（2010年12月） - ナレーター

### プロモーションビデオ
- LaBLIFe『ステレオ』（1998年）
- 初恋の嵐『真夏の夜の事』（2002年）
- SOB-A-MBIENT SUPER DELUXE『ちりぬるを』（2003年、市川崑監督）
- 乃木坂46『逃げ水』（ミュージックビデオ）（2017年） - 執事長 役

### ゲーム
- 巨人のドシン（1999年） - 声の出演

## 書籍
- 1997（1996年、ロッキング・オン） ISBN 978-4947599452
  - 写真集。『恋する惑星』などの撮影で有名なクリストファー・ドイルが返還間近の香港で撮影した。
- 緒川たまきのまたたび紀行―ブルガリア篇（1998年、ロッキング・オン） ISBN 978-4947599599
- Mexico ガイコツ祭り（2002年、ピエ・ブックス） ISBN 978-4894442177
- 2003―飯野賢治対談集（1999年、 ソニーマガジン） ISBN 978-4789713597

## 関連書籍
- 高野寛『対談集 夢の中で会えるでしょう』(2018年10月10日発売、mille books、) ISBN 978-4-902744-93-4 C0073 - 対談相手の1人。

## 受賞歴
- 第35回ゴールデン・アロー賞 演劇新人賞『広島に原爆を落とす日』
- 第13回 高崎映画祭 最優秀助演女優賞『SF サムライ・フィクション』
- 第56回 紀伊國屋演劇賞 個人賞『砂の女』
- 第29回 読売演劇大賞 最優秀女優賞[22]